# Studio 60 on the Sunset Strip
Studio 60 on the Sunset Strip is een Amerikaanse dramaserie die werd uitgezonden op de Amerikaanse zender NBC. De serie liep van 18 september 2006 tot 28 juni 2007. Op 14 mei 2007 maakte NBC bekend dat de serie, al na één seizoen, werd afgelast.

## Rolverdeling
- Timothy Busfield: Cal Shanley
- Nathan Corddry: Tom Jeter
- Sarah Paulson: Harriet Hayes
- D.L. Hughley: Simon Stiles
- Steven Weber: Jack Rudolph
- Matthew Perry: Matt Albie
- Amanda Peet: Jordan McDeere
- Bradley Whitford: Danny Tripp

## Internationaal
| Land                | zender                 |
| ------------------- | ---------------------- |
| Australië           | Nine Network           |
| Brazilië            | Warner Channel         |
| Canada              | CTV Television Network |
| Denemarken          | Kanal 5                |
| Frankrijk           | TPS Star               |
| Hongkong            | TVB Pearl              |
| Hongarije           | HBO                    |
| IJsland             | Stöð 2                 |
| Ierland             | TV3 (Ierland)          |
| Israël              | yes stars 1            |
| Noorwegen           | TV3 (Noorwegen)        |
| Nieuw-Zeeland       | Television New Zealand |
| Filipijnen          | 2nd Avenue             |
| Polen               | HBO                    |
| Verenigd Koninkrijk | More 4 & Channel 4     |